# 普吕姆托
普吕姆托（法語：Plumetot，法語發音：[plym(ə)to] ⓘ）是法国卡尔瓦多斯省的一个市镇，属于卡昂区。

## 地理
普吕姆托（49°16'46"N, 0°21'27"W）面积1.23 平方千米，位于法国诺曼底大区卡爾瓦多斯省，该省份为法国西北部沿海省份，北濒大西洋英吉利海峡，东北与滨海塞纳省以海上边界相接，东临厄尔省，南至奧恩省，西与芒什省接壤。
与普吕姆托接壤的市镇（或旧市镇、城区）包括：克雷斯龙、滨海埃尔芒维尔、马蒂厄。

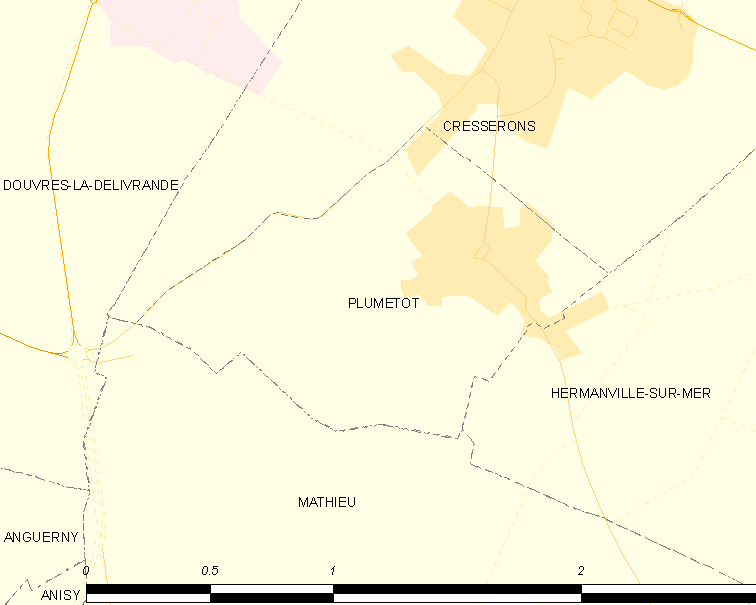
普吕姆托的OSM定位图

普吕姆托的时区为UTC+01:00、UTC+02:00（夏令时）。

## 行政
普吕姆托的邮政编码为14440，INSEE市镇编码为14509。

## 政治
普吕姆托所属的省级选区为滨海库尔瑟勒县。

## 人口

1962-2008年间普吕姆托人口变化图示

普吕姆托于2022年1月1日时的人口数量为203人。